# Bible Gustava Vasy
Bible Gustava Vasy je obvyklé označení švédského překladu Bible vydaného v letech 1540-41. Celý název díla je: Biblia / Thet är / All then Helgha Scrifft / på Swensko, což znamená „Bible / To jest / Celé Písmo svaté / Ve švédštině“.

## Historie
Bible byla přeložena z německé verze Martina Luthera z roku 1526 a podobá se jí nejenom z jazykového hlediska ale i celkovým typografickým vzhledem včetně písma. Podobný koncept lze pozorovat také u dánské verze, která byla dokončena o několik let dříve.
Hlavními překladateli byli zejména arcibiskup Laurentius Andreæ a bratři Laurentius a Olaus Petri. Překlad si objednal po nástupu na trůn nový švédský král Gustav Vasa, který měl ve 20. letech 16. století roztržku z papežem. Nový zákon byl vydán v roce 1526 a po něm v roce 1541 následoval úplný překlad bible. Překlad byl velmi úspěšný a ovlivňoval i následující vydání, do nichž byl s revizemi inkorporován. Stal se pak nejpoužívanějším překladem bible až do roku 1917. Faksimile původního vydání bylo vytištěno roku 1938; pro současného čtenáře však text zůstává obtížně čitelný, jak pro použitý pravopis tak kvůli tvaru písma.
Bible významným způsobem ovlivnila historický vývoj švédštiny. Zavedla jednotný pravopis slov; zejména je zde používán jednotně tvar infinitivu s koncovkou -a namísto dánštině bližšího -e, dále je jasně zavedeno používání samohlásek „å“, „ä“, „ö“ a psaní „ck“ namísto „kk“.